# هیگاشی‌اوساکا، اوساکا
هیگاشی‌اوساکا در استان اوساکا در کشور ژاپن  واقع شده است  که دارای جمعیت ۵۰۹٬۱۵۷ نفر و مساحت ۶۱٫۸۱ کیلومتر مربع با تراکم جمعیت ۸٬۲۳۷  نفر در کیلومترمربع است و در تاریخ ۱ فوریه ۱۹۶۷ به عنوان شهر شناخته شد.